# Dieter Strauß
Dieter Strauß (* 9. März 1944) ist ein ehemaliger deutscher Fußballspieler. Der Defensivspieler hat beim Hamburger SV von 1965 bis 1968 in der Fußball-Bundesliga insgesamt 32 Ligaspiele (1 Tor) absolviert. Sein größter sportlicher Erfolg war 1967 die Endspielteilnahme um den DFB-Pokal.

## Karriere
Dieter Strauß kam 1965 von Viktoria Wilhelmsburg als vormaliger Jugendnationalspieler und Teilnehmer am UEFA-Juniorenturnier 1962 in Rumänien zur Amateurmannschaft des HSV, welche in der Landesliga Hamburg spielte. In der laufenden Saison 1965/66 wurde das Abwehrtalent, wie zu Rundenbeginn bereits Helmut Sandmann und Rolf Schwartau, von den Amateuren in den Lizenzspielerkader hochgezogen. Da zum Team von Trainer Georg Gawliczek mit Egon Horst, Willi Schulz und Manfred Pohlschmidt aber auch drei anerkannte Könner aus dem Fußball-Westen an die Alster geholt worden waren, war der interne Konkurrenzkampf groß.
Sein Debütspiel in Deutschlands höchster Spielklasse ging am 11. Dezember 1965 mit 0:2 bei Werder Bremen verloren. In seinem zweiten Bundesligaeinsatz, am 15. Januar 1966, bei einem 4:1-Auswärtserfolg bei Eintracht Braunschweig, erzielte er sein einziges Bundesligator. In der Bundesliga Chronik ist zum Braunschweiger Spiel notiert: „Dieter Strauß krönte seine starke Leistung in der 83. Minute mit einem verdeckten Schuss aus dem Hinterhalt zum 4:1. Eintracht-Spielmacher Lothar Ulsaß wurde vom Amateur Strauß völlig aus dem Spiel genommen.“ Als am letzten Rundenspieltag, den 28. Mai 1966, der HSV beim neuen Bundesligameister TSV 1860 München mit einem 1:1 die Runde auf dem 9. Rang abschloss, gehörte der Ex-Wilhelmsburger der Defensive um Torhüter Erhard Schwerin, Helmut Sandmann, Jürgen Kurbjuhn, Egon Horst und Willi Schulz als linker Außenläufer an, welche die gefürchteten „Löwen“-Offensive um Peter Grosser, Otto Luttrop, Rudolf Brunnenmeier, Friedhelm Konietzka und Hans Rebele in Schach halten konnte.
In die zweite Bundesligasaison, 1966/67, ging Strauß mit den „Rothosen“ unter Trainer Josef Schneider, der am 19. April Vorgänger Gawliczek abgelöst hatte. Am fünften Spieltag, den 17. September 1966, lief er erstmals in dieser Saison in der Bundesliga auf. Ohne die im 2:1 gewonnenen Freundschaftsspiel am 15. September gegen Real Madrid verletzten Leistungsträger Horst Schnoor, Uwe Seeler und Willi Schulz verlor der HSV das Heimspiel gegen den 1. FC Nürnberg mit 0:1. Nach dem 3:1-Heimerfolg am 10. Dezember 1966 gegen den FC Bayern München führten die „Rautenträger“ mit 21:11 Punkten die Tabelle an. Die Rückrunde wurde für die Hamburger allerdings zum Desaster. Die Hanseaten stürzten von der Spitze bis auf Rang 16 am 33. Spieltag ab, um nach dem Sieg gegen Absteiger Fortuna Düsseldorf am 34. Spieltag, die Saison auf einem blamablen 14. Platz zu beenden. Den Tiefpunkt, die 0:7-Pleite bei Borussia Dortmund am 20. Mai erlebte Strauß in der HSV-Defensive an der Seite von Egon Horst und Willi Schulz als Aktiver. In 16 Ligaspielen lief Strauß in dieser Runde für den HSV auf. Erfolgreicher verliefen die Spiele um den DFB-Pokal. Strauß war in den zwei Viertelfinals im März und April 1967 gegen Kickers Offenbach (0:0 n. V.; Wdh. 2:0), im Halbfinale am 6. Mai bei einem 3:1 gegen Alemannia Aachen, wie auch im Endspiel am 10. Juni in Stuttgart gegen den FC Bayern München im Einsatz. In Stuttgart brachte die HSV-Abwehr mit Torhüter Schnoor, den Verteidigern Sandmann und Strauß, sowie mit der Läuferreihe Schulz, Horst und Kurbjuhn bei der deutlichen 0:4-Niederlage den Bayern-Angriff mit Rudolf Nafziger, Rainer Ohlhauser, Gerd Müller, Dieter Koulmann und Dieter Brenninger nicht unter Kontrolle.
Nach der Saison 1967/68 wo Strauß lediglich noch in fünf Spielen in der Bundesliga eingesetzt worden war, verließ er nach insgesamt 32 Spielen und einem Tor für den HSV die Bundesliga in Richtung FC Bergedorf 85 in die zweitklassige Fußball-Regionalliga Nord. Für das Team von Trainer Eduard Preuß lief er neben Mitspielern wie Ernst Kreuz und Horst Romes verletzungsbedingt lediglich in 13 Regionalligaspielen auf und beendete im Sommer 1969 seine höherklassige Laufbahn als Fußballspieler. In späteren Jahren verschrieb sich Strauß dem Spiel mit dem Tennisball.